# Roone Arledge
Pour les articles homonymes, voir Arledge.
Roone Pickney Arledge (8 juillet 1931 - 5 décembre 2002) était une personnalité américaine dans le domaine de la radiodiffusion principalement connu pour avoir lancé l'émission Monday Night Football et était président d'ABC News de 1977 à sa mort.

## Carrière
En 1960, Edgar Scherick engage Roone Arledge et lui propose de produire une nouvelle émission sportive avec sa société Sports Programs, Wide World of Sports qui débute le 29 avril 1961 sur ABC,,. En 1964, Arledge devient vice-président d'ABC Sports puis président en 1968. 
En 1977, il est nommé président de la nouvelle division information ABC News en plus d'être président d'ABC Sports,. 
En juin 1978, Roone Arledge décide de concurrencer le magazine d'information 60 Minutes de CBS (créé 10 ans plus tôt) avec sa propre émission intitulée 20/20 qu'il confie à Harold Hayes, éditeur du magazine Esquire et Robert Hughes, critique d'art au Time.

## Au cinéma
Dans le film germano-américain 5 septembre (September 5) réalisé par Tim Fehlbaum (2024), qui retrace la couverture par ABC Sports de la prise d'otages des Jeux Olympiques de Munich en septembre 1972, il est campé par Peter Sarsgaard.